# Soceng

Piramida socială aşa cum apare în roman. Big Brother se află în vârf. Dedesupt sunt membrii Partidului Interior (mai puțin de 2% din populația Oceaniei); apoi membrii Partidului Exterior, cum sunt Winston Smith și Julia. În partea de jos a piramidei sociale, adică 85% din populația Oceaniei, se află prolii (proletarii)

Soceng (termen în nouvorbă pentru termenul din vechivorbă: Socialismul Englez) este ideologia politică a guvernării totalitare din Oceania din romanul distopic de ficțiune O mie nouă sute optzeci și patru de George Orwell. 

## Descriere
Soceng, regimul din Oceania, din romanul O mie nouă sute optzeci și patru, de George Orwell, împarte poporul în trei clase sociale: „Partidul Interior”, clasa conducătoare, „Partidul Exterior”, format din muncitorii mijlocii, și „proletarii”, sub-clasă înghesuită în cartierele murdare. 
Șeful suprem al Partidului (al societății oceaniene) este Big Brother, cu față nemuritoare, adulat pe pancardele fixate pe zidurile orașului. Toți membrii Partidului sunt în permanență supravegheați de Poliția Gândirii, iar fiecare gest, cuvânt sau privire este analizat prin „telecrane” (cuvânt din nouvorbă, obținut prin sudarea a două părți de cuvinte, așa cum întâlnim  adesea în „nouvorbă”, aici „tele” și „ecran”) care baleiază cele mai mici și ascunse locuri. Winston Smith, membru al Partidului Exterior, ocupă un post de rectificator al informației la comisariatul arhivelor, în Ministerul Adevărului  (Adevmin, în nouvorbă). Munca sa constă în suprimarea oricăror urme istorice care nu ar corespunde Istoriei Oficiale, care trebuie să corespundă întotdeauna cu ceea ce prezice Big Brother.

### Etimologie
Termenul din nouvorbă soceng este format prin sudarea unor elemente din două cuvinte: socialism și englez, așa cum au fost formate și multe alte cuvinte din nouvorbă.

### Ideologia Soceng
Soceng, după cum sugerează etimologia, profesează socialismul care înlocuiește, prin metode revoluționare, capitalismul.
Cei care aderă la doctrina Soceng trebuie să credă, fără rezerve, în trei slogane, unde valorile bunului simț sunt răsturnate: Ignoranța este putere, războiul este pace, libertatea este sclavie.